# Порт-де-Аль/Халлепорт
Порт-де-Аль (фр. Porte de Hal), Халлепорт (нидерл. Hallepoort) — станция метро и подземного трамвая в Брюсселе. Станция расположена рядом с городскими воротами Халле, в честь которых она и названа.
Фактически Халлепорт состоит из двух станций, расположенных в разных уровнях: станция метро (линии 2 и 6) на нижнем уровне и станция подземного трамвая (маршруты 3, 23, 55) на верхнем. Обе станции имеют боковые платформы.
Станция метро открылась 2 октября 1988 года, станция подземного трамвая — 3 декабря 1993 года.
Станция подземного трамвая украшена работой «Le Passage inconnu», созданной по мотивам бельгийских графических романов (комиксов) «Cités obscures». Она представляет собой полумакет старинного трамвая, «выезжающего» из стены станции. На маршрутоуказателе трамвая указан маршрут 81, такой трамвайный маршрут действительно существует в Брюсселе.
В будущем линия подземного трамвая может быть переоборудована в полноценную линию метро, поэтому хотя сейчас платформы на станции низкие, хорошо видны заделы под более высокие платформы.